# Iamade
Iamade (Yamḫad) foi um antigo reino semítico centrado em Halabe (atual Alepo), na Síria. O reino emergiu ao fim do século XIX a.C. e foi governado pela dinastia iamádida, que contou com a diplomacia e a guerra para expandir seu reino. Desde seu nascimento, o reino resistiu às investidas dos vizinhos Mari, Catna e Assíria e tornar-se-ia no mais poderoso reino sírio de seu tempo através das ações do rei Iarinlim I. Por meados do século XVIII a.C., boa parte da Síria exceto o sul permaneceram sob controle de Iamade como possessão direta ou mediante vassalagem, e por quase um século e meio, Iamade dominou o norte, noroeste e oeste da Síria e influenciou pequenos reinos na Mesopotâmia nas fonteiras do Elão. O reino foi posteriormente destruído pelos hititas e então anexado por Mitani no século XVI a.C..
A população de Iamade era predominantemente amorita e teve uma típica cultura síria da Idade do Bronze. Iamade também foi habitado por uma substancial população hurrita que assentou-se no reino, adicionando a influência de sua cultura. Iamade controlou uma ampla rede comercial, sendo a passagem entre o planalto Iraniano no leste e o mar Egeu no oeste. No rei cultuavam-se as tradicionais divindades semíticas do noroeste e sua capital Halabe foi considerada santa entre outras cidades sírias devido ao culto de Hadade, que foi reconhecido como a principal divindade do norte da Síria.

## História
Pouco de Halabe tem sido escavado pelos arqueólogos, pois ela nunca foi abandonada durante sua longa história e a cidade moderna está situada sobre o sítio antigo. Portanto, muito do conhecimento sobre Iamade vem dos tabletes descobertos em Alalaque e Mari.

### Estabelecimento
O nome Iamade foi presumivelmente um nome tribal amorita e foi utilizado como sinônimo de Halabe quando referindo-se ao reino. A cidade de Halabe foi um centro religioso no norte da Síria e foi mencionada pelo nome Ha-lam como vassala do Império Eblaíta, que controlou boa parte da Síria em meados do III milênio a.C.. Sua fama como cidade santa contribuiu para sua proeminência posterior, e o principal templo nortenho do deus dos trovões sírio Adade estava situado na cidade, que foi conhecida como "Cidade de Adade". Ebla foi destruída duas vezes no fim do III milênio a.C., e o vácuo do poder na região causado por sua queda pavimentou o caminho para a ascensão posterior de Halabe.
O nome Halabe, bem como Iamade, apareceu pela primeira vez durante o Antigo Período Babilônico, quando Sumuepu, o primeiro rei iamádida, foi atestado num selo de Mari como governante da terra de Iamade, que incluía, além de Halabe, as cidades de Alalaque e Tuba. Sumuepu consolidou o reino e ligou-se a Iadum-Lim de Mari mediante uma aliança dinástica para opôr-se a Assíria, porém o último posteriormente realizaria uma campanha ao norte que ameaçaria seu reino. O rei iamádida apoiou as tribos iaminitas e formou uma aliança com outros Estados sítios, incluindo Ursu, Hassum e Carquemis, contra o rei mariota que derrotou seus inimigos, mas foi mais tarde morto por seu filho Sumu-Iamã.

### Rivalidade com Assíria e expansão

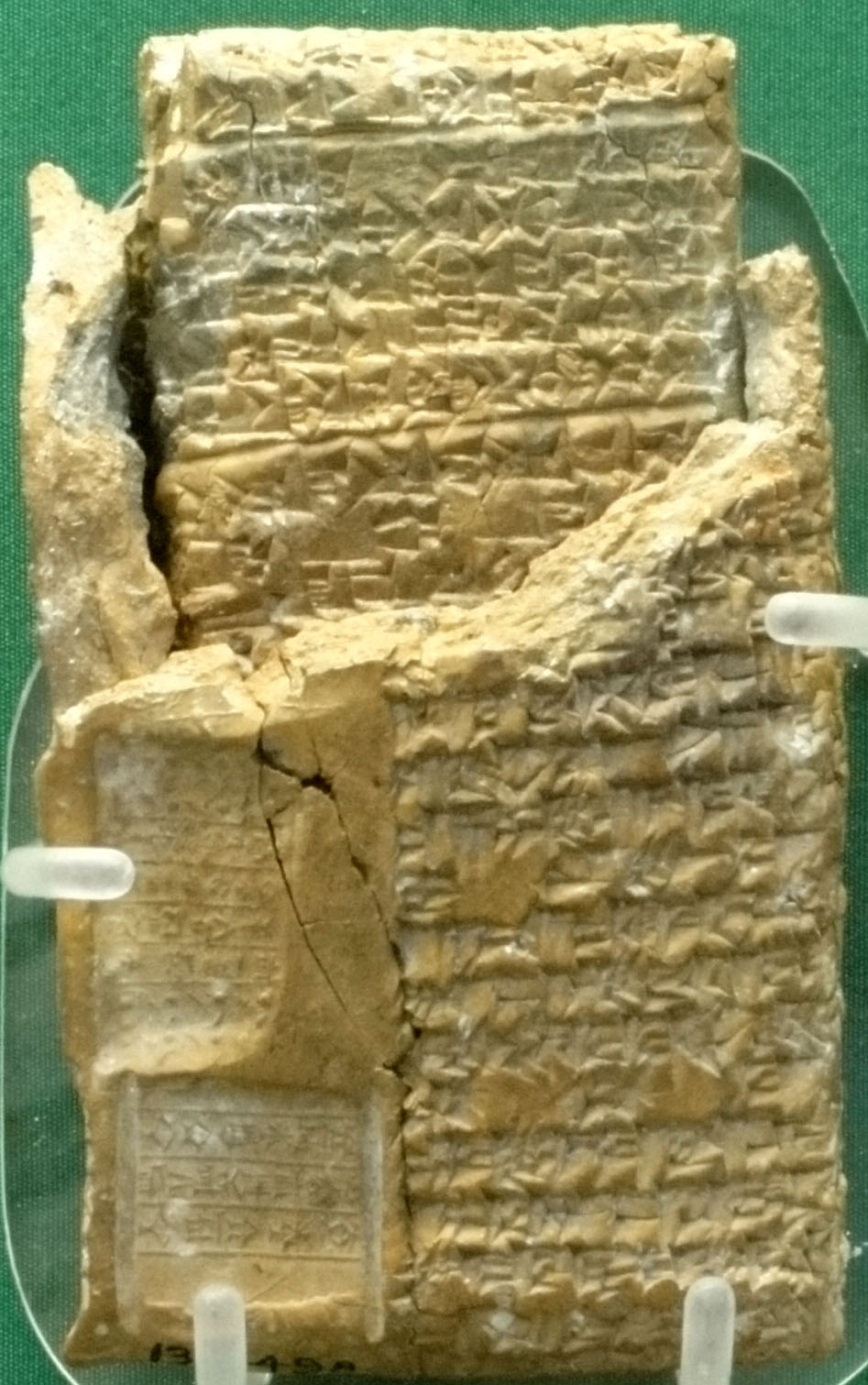
Caso legal de Niquemiepu de Iamade ao rei de Alalaque

A ascensão de Sansiadade I da Assíria provou-se mais perigosa para Iamade do que Mari. o rei assírio foi um conquistador ambicioso com o objetivo de governar a Mesopotâmia e Levante, e chamou-se rei do mundo. Ele cercou Iamade com seus aliados Carquemis, Hassum e Ursu ao norte e ao conquistar Mari a leste, forçando o herdeiro mariota Zinrilim a fugir. Sumuepu recebeu Zinrilim e ajudou-o contra a Assíria uma vez que era o herdeiro legítimo de Mari. A aliança mais perigosa de Sansiadade foi com Catna, cujo rei Isiadade tornar-se-ia agente assírio nas fronteiras de Iamade e casou sua filha com Iasma-Adade, filho do rei assírio que foi instalado pelo pai como rei em Mari.
Sumuepu foi aparentemente morto durante sua luta com Sansiadade e foi sucedido por seu filho Iarinlim I, que consolidou o reino de seu pai e transformou-o no mais poderoso Estado na Síria e norte da Mesopotâmia. Iarinlim cercou Sansiadade com seus aliados Hamurabi da Babilônia e Ibalpiel II de Esnuna e então em 1 777 a.C. avançou para leste, conquistando Tutul e instalando Zinrilim como governador da cidade. A morte do rei assírio ocorreu um ano depois. Iarinlim então enviou seu exército com Zinrilim para restaurar o trono ancestral dele como aliado-vassalo, cimentando a relação através dum casamento dinástico entre o novo rei mariota e Sibetu, a filha de Iarinlim.
Iarinlim ocupou-se nos anos seguintes de seu reinado com a expansão de seu reino, que alcançou o alto vale do Cabur no leste, e Mama no norte. As cidades-Estado sírias foram subjugadas através de alianças ou pela força; Mama, Ebla e Ugarite tornaram-se vassalas de Iamade, enquanto Catna permaneceu independente mas foi forçada a fazer a paz, uma vez que havia perdido seu aliado assírio e havia ficado sozinha para enfrentar Iamade. Uma amostra da política diplomática e militar de Iarinlim pode ser lida num tablete descoberto em Mari, que foi enviado ao rei de Der ao sul da Mesopotâmia, que incluía uma declaração de guerra contra Der e seu vizinho Dinictum e as menções do estacionar de 500 navios de guerra iamádidas por 12 anos em Dinictum e o apoio militar iamádida prestado a Der por 15 anos. As realizações de Iarinlim elevaram Iamade ao estatuto de grande reino e o rei iamádida seria intitulado grande rei.

"Não há rei que é poderoso sozinho. 10 ou 15 reis seguem Hamurabi, o governante da Babilônia, um número similar [aqueles] de Rim-Sim de Larsa, um número similar de Ibalpiel de Esnuna, um número similar de Amudepiel de Catanum, mas 20 seguem Iarinlim de Iamade."

Tablete enviado para Zinrilim de Mari descrevendo a autoridade de Iarinlim I.
Iarinlim I foi sucedido por seu filho Hamurabi I, que reinou pacificamente. Ele foi capaz de forçar Carquemis a submissão, e enviou tropas para ajudar Hamurabi da Babilônia contra Larsa e Elão. A aliança terminou, contudo, quando o rei babilônio saqueou Mari e destruiu-a. A Babilônia não atacou Iamade, e as relações entre os reis permaneceram pacíficas nos anos posteriores. Hamurabi I foi sucedido por seu filho Abael I, cujo reinado testemunhou a rebelião da cidade de Irridu, que estava sob autoridade do príncipe Iarinlim, irmão de Abael. O rei respondeu a rebelião destruindo Irridu e compensando seu irmão com o trono de Alalaque, criando assim um ramo cadete da dinastia.

### Declínio e fim

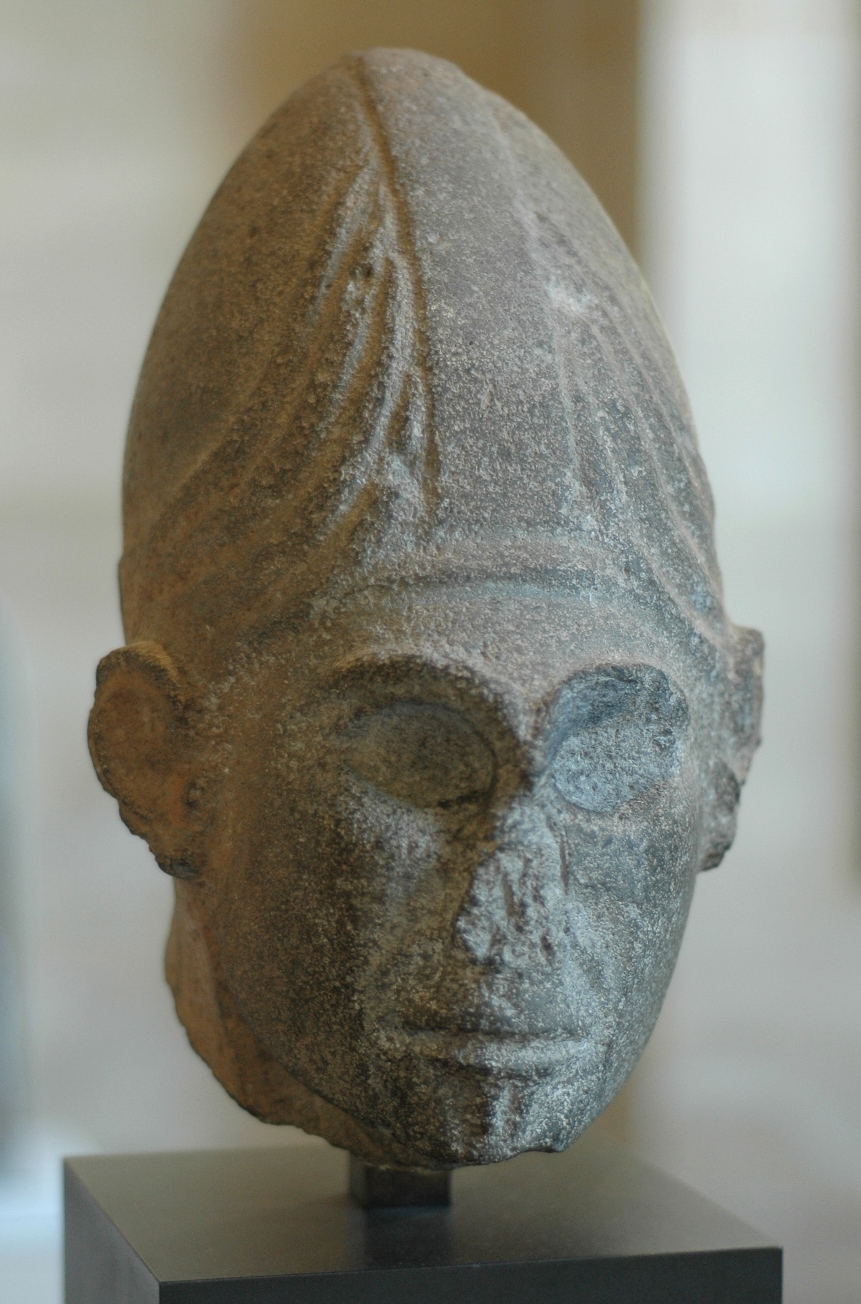
Cabeça de um deus descoberta próximo de (ca.)

A era dos sucessores de Abael I é precariamente documentada, e pelo tempo de Iarinlim III em meados do século XVII a.C., o poder de Iamade declinou devido a conflitos internos. Iarinlim III governou um reino enfraquecido, e embora impôs a hegemonia iamádida sobre Catna, a fraqueza era óbvia, pois Alalaque tornou-se independente sob o alto-declarado rei Amitacum. Apesar desta regressão, o rei de Iamade permaneceu o mais forte entre os Estados sírios, uma vez que foi referido como grande rei pelos hititas, a contraparte diplomática equivalente do rei hitita.
A ascensão do Império Hitita no norte representou a maior ameaça para Iamade, embora Iarinlim III e seu sucessor Hamurabi III foram capazes de resistir as agressões do rei hitita Hatusil I através de alianças com os principados hurritas. Hatusil escolheu não atacar Halabe diretamente e passou a conquistar os vassalos e aliados de Iamade, começando com Alalaque no segundo ano de suas campanhas sírias ca. 1 650 a.C. (cronologia média) ou ligeiramente depois. Hatusil então dirigiu seus ataques aos hurritas em Ursu, a nordeste de Halabe, que foram derrotados apesar do apoio militar de Halabe e Carquemis. O rei hitita então derrotou Iamade na Batalha do Monte Atalur, e saqueou Hassum junto com várias outras cidades hurritas no sexto ano de suas guerras sírias. Após muitas campanhas, Hatusil I finalmente atacou Halabe. O ataque foi fracassado e o rei hitita foi ferido, vindo a morrer mais tarde, em ca. 1 620 a.C.. As campanhas de Hatusil enfraqueceram consideravelmente Iamade, causando seu declínio em estatuto: o monarca deixou de ser estilizado como grande rei.
Hatusil foi sucedido por seu neto Mursil I, que conquistou Halabe ca. 1 600 a.C. e destruiu Iamade como grande poder no Levante. Mursil então partiu para a Babilônia e saqueou-a, mas foi assassinado em seu retorno à capital hitita de Hatusa, e seu império desintegrou. Halabe foi reconstruída e um reino expandiu-se a partir dela e novamente incluiu Alalaque. O reino restabelecido foi governado por reis sobre quem nada se sabe, exceto seus nomes; o primeiro é Sarrael, que pode ter sido filho de Iarinlim III. O último rei da dinastia a governar como rei de Halabe foi Ilim-Ilima I, que foi morto durante uma rebelião orquestrada pelo rei Parsatatar de Mitani, que anexou Halabe ca. 1 525 a.C.. O filho de Ilim-Ilima, Idrimi, fugiu para Emar e então tomou Alalaque ca. 1 518 a.C.. Sete anos após sua conquista, Idrimi fez paz com Mitani e foi reconhecido como vassalo,[a] permitindo o controle hurrita sobre Halabe, embora teve que realocar a residência da dinastia para Alalaque e reivindicou o título de "rei de Halabe"; o uso do nome Iamade também terminou.

### Reis de Iamade
As datas são estimadas e fornecidas segundo a cronologia média.
| Rei          | Reinado                                 | Título     | Relação com o rei anterior           |
| ------------ | --------------------------------------- | ---------- | ------------------------------------ |
| Sumuepu      | c. 1810 – c. 1 780 a.C.                 | Rei        |                                      |
| Iarinlim I   | c. 1780 – c. 1 764 a.C.                 | Grande rei | Filho.                               |
| Hamurabi I   | c. 1764 – c. 1 750 a.C.                 | Grande rei | Filho.                               |
| Abael I      | c. 1750 – c. 1 720 a.C.                 | Grande rei | Filho.                               |
| Iarinlim II  | c. 1720 – c. 1 700 a.C.                 | Grande rei | Filho.                               |
| Niquemiepu   | c. 1700 – c. 1 675 a.C.                 | Grande rei | Filho.                               |
| Ircabetum    | c. 1675 – Meados do século XVII a.C.    | Grande rei | Filho.                               |
| Hamurabi II  | Meados do século XVII a.C.              | Grande rei | Possivelmente irmão.                 |
| Iarinlim III | Meados do século XVII – c. 1 625 a.C.   | Grande rei | Irmão de Ircabetum.                  |
| Hamurabi III | c. 1620 – c. 1 600 a.C.                 | Rei        | Filho.                               |
| Sarrael      | Começo do século XVI a.C.               | Rei        | Possivelmente filho de Iarinlim III. |
| Abael II     | Meados do século XVI a.C.               | Rei        | Filho.                               |
| Ilim-Ilima I | Meados do século XVI – c. 1 525 a.C.[a] | Rei        | Possivelmente filho.                 |

## Povo e cultura

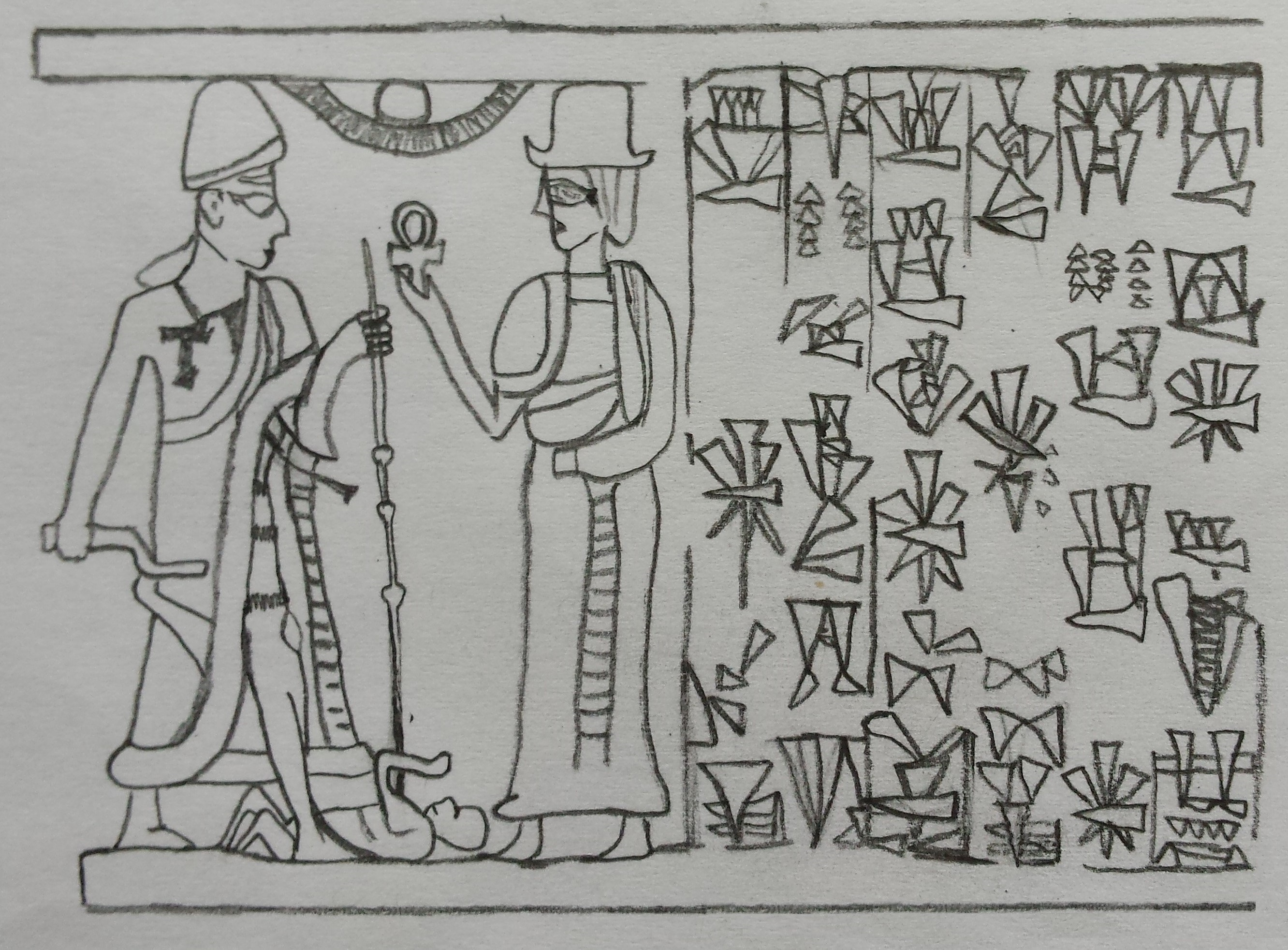
Selo de Abael II; o ankh egípcio foi um substituto da taça geralmente segurada pela divindade

Os habitantes de Iamade eram amoritas e falavam a língua amorita, e além de algumas influências mesopotâmicas, egípcias e egeias, Iamade pertenceu principalmente à cultura síria da Idade do Bronze Média. Esta cultura influenciou a arquitetura e função dos templos, que foram principalmente cúlticos, enquanto a autoridade política foi investida num palácio real, em contraste à importância política desempenhada nos templos na Mesopotâmia.
Uma vez que a capital Halabe não foi escavada, a arquitetura do reino é arqueologicamente melhor representada pela cidade de Alalaque, que foi subordinada de Halabe e governada por um rei pertencente à casa real iamádida. Os amoritas em geral construíram grandes palácios que portavam similaridades arquiteturais com os antigos palácios do período babilônico. Eles foram adornados com grandes pátios centrais, salas do trono, chãos pavimentados, sistemas de drenagem e paredes emplastradas, o que sugere o emprego de trabalho especializado. A evidência existente indica a presença de artistas de afrescos minoicos que pintaram elaboradas cenas nos muros dos palácios em Alalaque.
Iamade tinha uma distintiva iconografia síria, que é evidente nos selos dos reis que deram proeminência aos deus sírios. A influência egípcia foi mínima e limitada ao ankh, que não podia ser interpretada como uma emulação dos rituais egípcios, mas meramente como uma substituta para o taça segurado pelas divindades em outros locais. Iamade tinha um padrão especial elegante chamado "estilo de Iamade", que foi privilegiado em Mari durante o reinado do rei Zinrilim, cuja rainha Sibtu era filha de Iarinlim I.
Após a queda do Império Acádio, hurritas começaram a se assentar na cidade e suas proximidades, e desde cerca de 1 725 a.C. constituíram uma porção bastante grande da população. A presença de uma grande população hurrita trouxe a cultura e religião hurrita para Halabe, como evidenciado pela existência de certos festivais religiosos que portam nomes hurritas.

## Economia

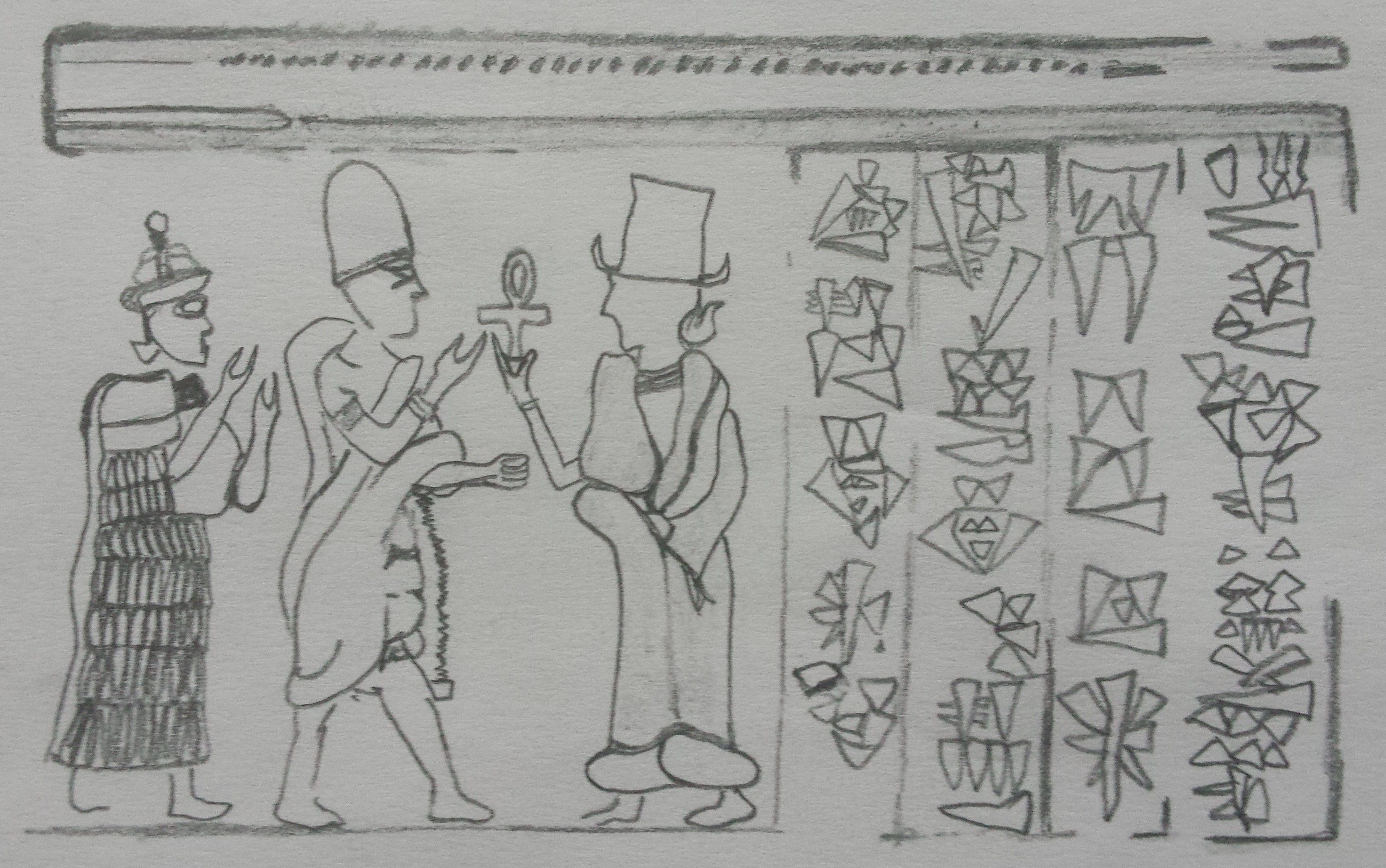
Selo de

A localização de Halabe sempre foi um fator em sua proeminência como um centro econômico. A economia de Halabe baseava-se no comércio com o planalto Iraniano, Mesopotâmia, Chipre e Anatólia, com a cidade de Emar como seu porto no Eufrates, e Alalaque, por sua proximidade com o mar, como seu porto mediterrânico.
As ações de Iarinlim I e sua aliança com a Babilônia se mostrou vital para a economia do reino, pois assegurou o comércio entre a Mesopotâmia e norte da Síria, com o rei de Mari protegendo as caravanas que cruzada do golfo Pérsico à Anatólia. Emar atraiu muitos mercadores babilônicos, que viveram na cidade e tiveram um impacto duradouro nas convenções escribais locais. Tão tarde quanto o século XIV a.C., textos do chamado tipo sírio de Emar preservaram traços babilônicos distintos.
Os mercados de Iamade se tornaram fonte de cobre, que foi importado das montanhas (provavelmente anatólicas) e Chipre. Contudo, a invasão babilônica de Mari teve impacto negativo no comércio entre os dois reinos, pois a estrada tornar-se-ia perigosa devido à perda da proteção de Mari das caravanas. Isso levou o rei babilônico Samsuiluna a construir muitas fortalezas rio acima e estabelecer colônias de mercadores conhecidas como "casas cassitas" para proteger a área do médio Eufrates. Estas colônias mais tarde evoluíram em Estados semi-independentes que travaram guerra contra o rei babilônico Amisaduca, o que provocou o cessar temporário do comércio.

## Religião

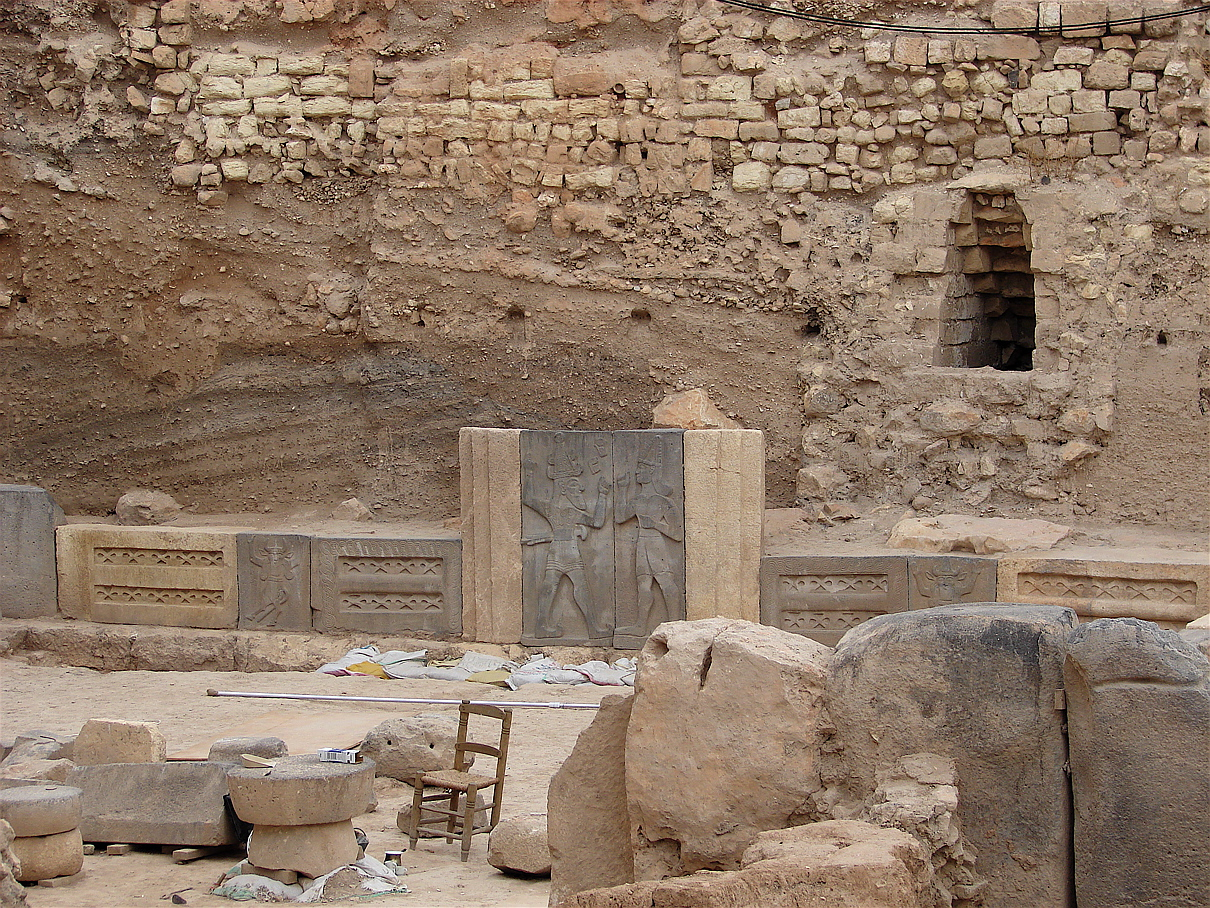
Templo de Adade, Cidadela de Alepo

As pessoas de Iamade praticaram a religião amorita, e principalmente cultuaram as divindades semíticas do noroeste. As mais importantes delas foram Dagom, que foi considerado pai dos deuses, e Adade, que foi a mais importante divindade e chefe do panteão. O reino foi conhecido como "terra de Adade", que foi famoso como deus dos trovões de Halabe desde meados do III milênio a.C.. Seu principal templo estava localizado na colina cidadela no centro da cidade e permaneceu em uso do século XXIV a.C. até ao menos o século IX a.C..
O título "amado de Adade" foi um dos títulos reais. Adade era o deus patrono do reino, e todos os tratados foram concluídos em seu nome, e ele foi também utilizado para ameaçar outros reinos e declarar guerras. A medida que a presença hurrita aumentou, a influência religiosa deles também, com algumas das divindades hurritas encontrando lugar no panteão iamádida. O rei Abael I mencionou ter recebido o apoio do deusa hurrita Hebate em um de seus tabletes de Alalaque (Hebate era a esposa da principal divindade hurrita Tessube, mas no tablete de Abael I, ela é associada com Adade). Mais tarde, os hurritas começaram a identificar Tessube com Adade, que tornar-se-ia o deus dos trovões de Halabe.
Além dos deuses gerais, os reis tinham um "deus da cabeça" com o qual possuíam íntima conexão. O rei Iarinlim I descreveu Adade como o deus do Estado, mas a divindade mesopotâmica Sim como o deus de sua cabeça. Seu filho Hamurabi fez o mesmo.